# Felice Casorati
Felice Casorati (Pavia, 17 de desembre de 1835 - Casteggio, 11 de setembre de 1891) va ser un matemàtic italià.

## Vida i Obra
Fill d'un metge que també era professor de la universitat de Pavia, Casorati es va graduar en arquitectura i enginyeria en aquesta universitat el 1856. Deixeble d'Antonio Bordoni i de Francesco Brioschi, es converteix en el seu adjunt a la universitat i professor suplent de topografia, hidrometria i geodèsia.
La tardor de 1858, juntament amb Brioschi i Betti va fer un viatge per les capitals matemàtiques europees: París, Berlín, Göttingen ... Aquest viatge seria el punt d'inici de la internacionalització de la matemàtica italiana.
A partir de 1859, excepte una estança a la universitat de Milà (1868-1875), va estar sempre vinculat a la universitat de Pavia, arribant a ser catedràtic de càlcul (1862).
Casorati va treballar, sobre tot en funcions de variable complexa i en equacions diferencials, seguint els treballs de Cauchy i de Riemann. Va escriure un tractat (1868) i 49 publicacions entre 1856 i 1890.